# 能地春祭り
能地春祭り（のうじはるまつり）は、毎年3月の第4土曜日と翌日の日曜日にかけて広島県三原市幸崎町能地で行われる祭り。別名浜の祭り。
幸崎町能地は古来より漁業で栄えた町であり、この祭りは豊漁を願って行われてきた。原則海岸に接する地区の住民によって執り行われてきたが、近年は人口の減少によって町内全域から参加者を募っている。この祭りの特徴の一つとして、神輿の上にふとんを飾った「ふとんだんじり」が挙げられる。だんじりには化粧をして着飾った子どもが乗り込み、若者がそれを肩に担いで町内を闊歩する。なお、着飾った子ども達は神童と呼ばれ、祭りの期間中は地面に足を付けることを禁じられる。常磐神社の神が争い事を好むことに由来し、「けんか」と呼ばれるだんじり同士のぶつかり合いも行われる。だんじりを使うようになったのは天保から明治にかけての頃だと伝えられる。この行事は1995年（平成7年）に、「能地春祭のふとんだんじり」という名称で広島県の無形民俗文化財に指定された。
また、獅子太鼓と呼ばれる太鼓が町内3箇所の神社にて奉納される。これには38手（以前は48手）の打手があり、平和と五穀豊穣、大漁を祈願して行われる。ちゃんぎりや笛、更にはその名の通り獅子舞の演技も加わる、この町独特の太鼓である。1974年（昭和49年）に三原市の無形文化財に指定され、伝承活動も行われている。